# Bersagliere (1907)
«Берсальєре» (італ. Bersagliere) — ескадрений міноносець ВМС Італії типу «Сольдато» часів Першої світової війни.

## Історія створення
Корабель був закладений 13 липня 1905 року на верфі «Ansaldo» в Генуї. Спущений на воду 2 жовтня 1906 року, вступив у стрій 13 квітня 1907 року.

## Історія служби
30 грудня 1908 року «Берсальєре» разом із однотипним есмінцем «Артільєре» і лінкором «Вітторіо Еммануеле» прибув до Мессіни, де взяв участь у рятувальних роботах після Мессінського землетрусу 28 грудня 1908 року
Есмінець «Берсальєре» брав участь в італійсько-турецькій війні. Спочатку він підтримував десантні операції в Лівії, потім був відправлений в Червоне море для підсилення італійського флоту в регіоні. Надалі діяв в Егейському та Червоному морях, а також в Додеканесі.
Після вступу Італії у Першу світову війну «Берсальєре» був включений до складу III ескадри есмінців (разом з однотипними «Артільєре», «Ланчере», «Кораццьєре» і «Гарібальдіно»), яка базувалась у Бриндізіi.
Протягом 1915—1916 років «Берсальєре» залучався до оборони адріатичного узбережжя та супроводу конвоїв в Албанію.
24 травня 1915 року разом з «Кораццьєре» прикривав атаку «Дзеффіро» проти порту Градо, обстрілявши при цьому австро-угорські позиції.
29 травня есмінці «Берсальєре», «Альпіно», «Понтьєре», «Кораццьєре», «Ланчере», «Артільєре» і «Гарібальдіно» обстріляли хімічний завод «Adria-Werke» в Монфальконе, який виробляв хімічну зброю. 7 червня операція була здійснена ще раз.
23 лютого 1916 року «Берсальєре» разом з «Гарібальдіно» і «Кораццьєре» супроводжував конвой з 12 транспортів та 2 буксирів Дуррес.
У 1917 році «Берсальєре» діяв у Тірренському морі, у 1918 році — в Додеканесі.
Після закінчення війни «Берсальєре» використовувався для патрулювання, а також як навчальний корабель.
У 1921 році «Берсальєре» був перекласифікований у міноносець. 5 липня 1923 року він був виключений зі складу флоту і зданий на злам.